# Glaser-Dirks DG-500

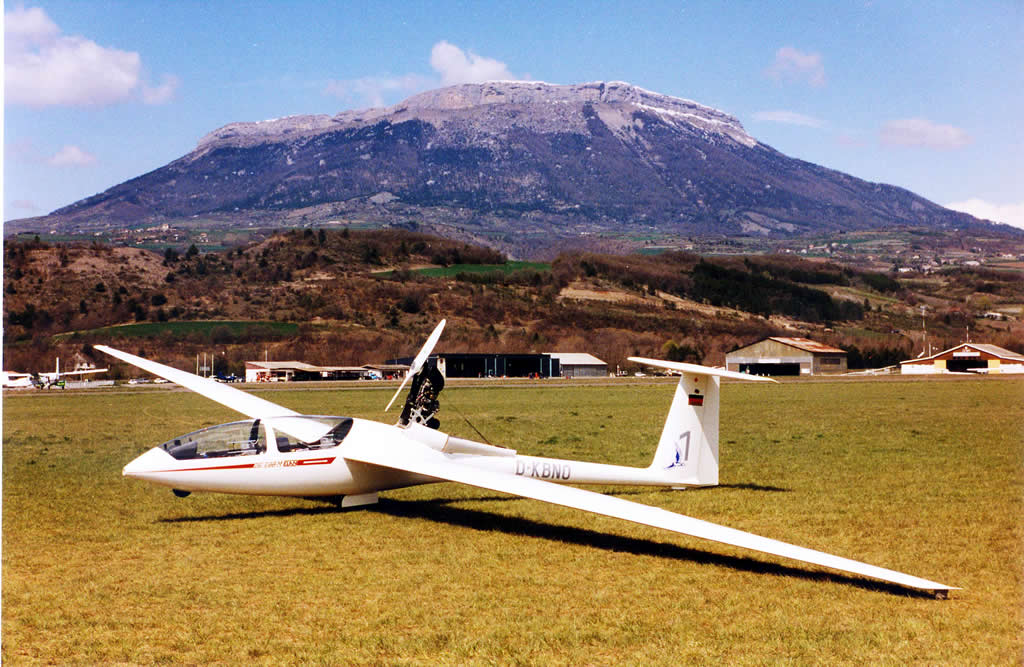
DG-505M/22

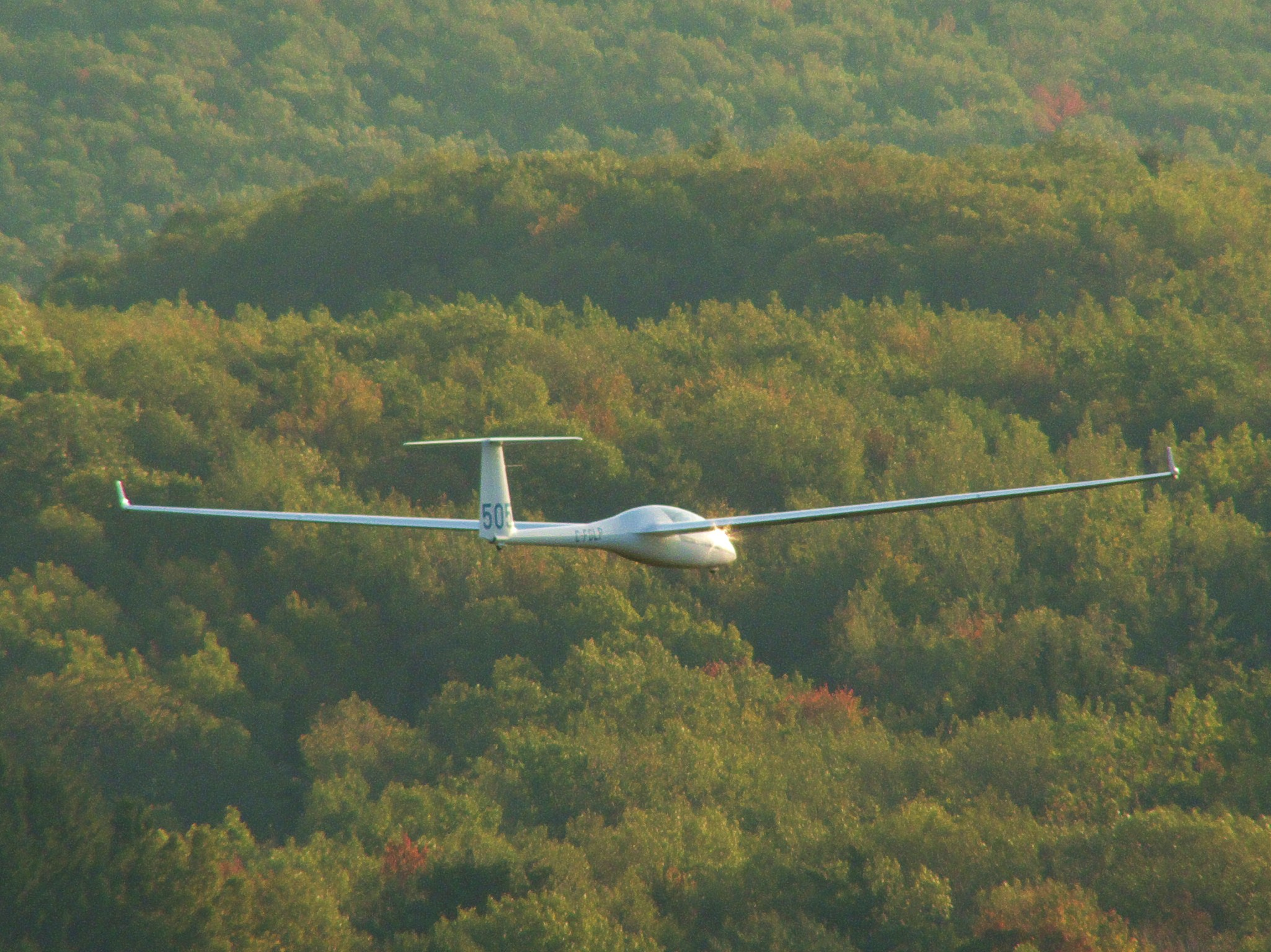
DG-505 équipé de winglet

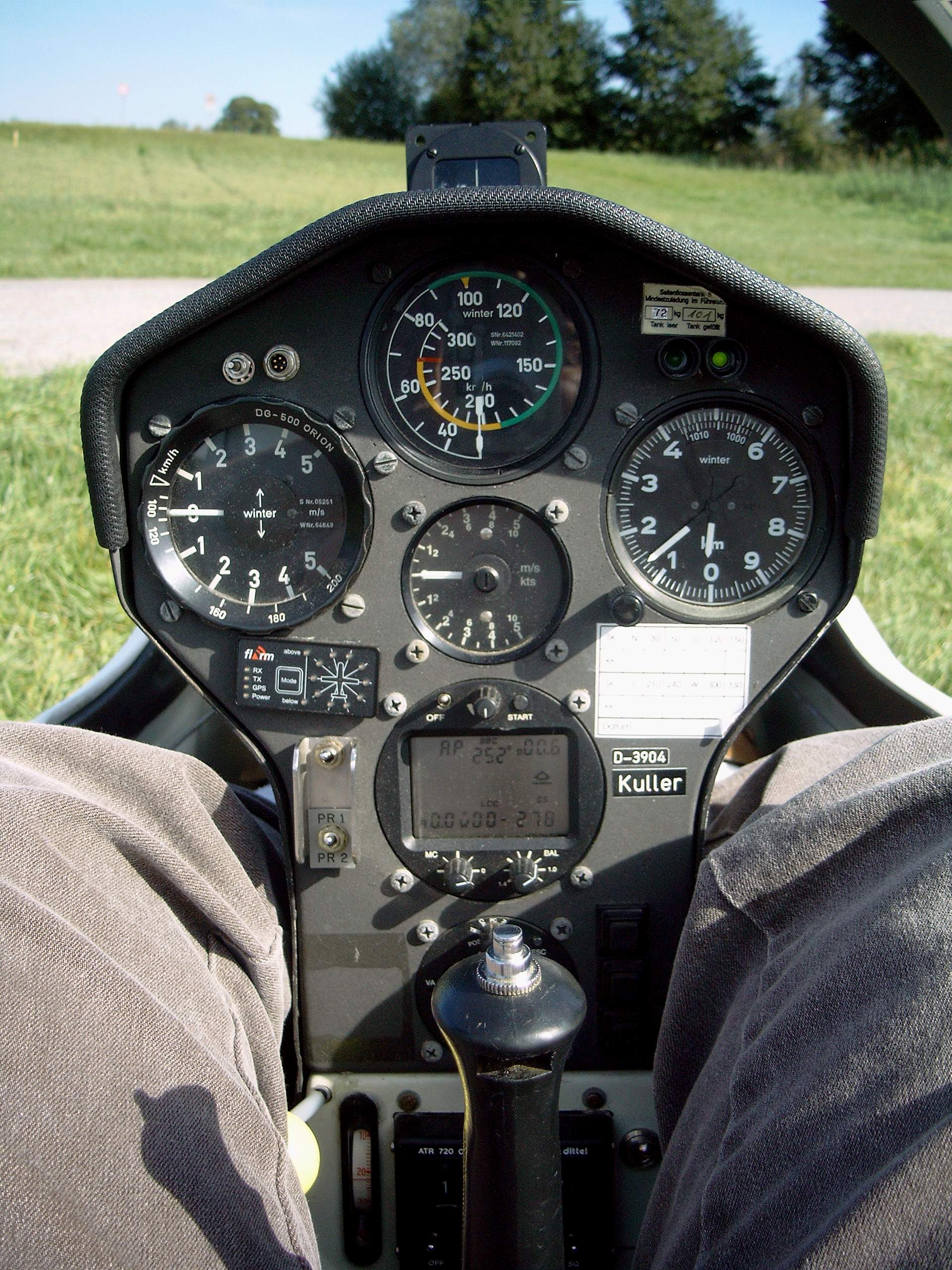
Le cockpit avant du DG-505

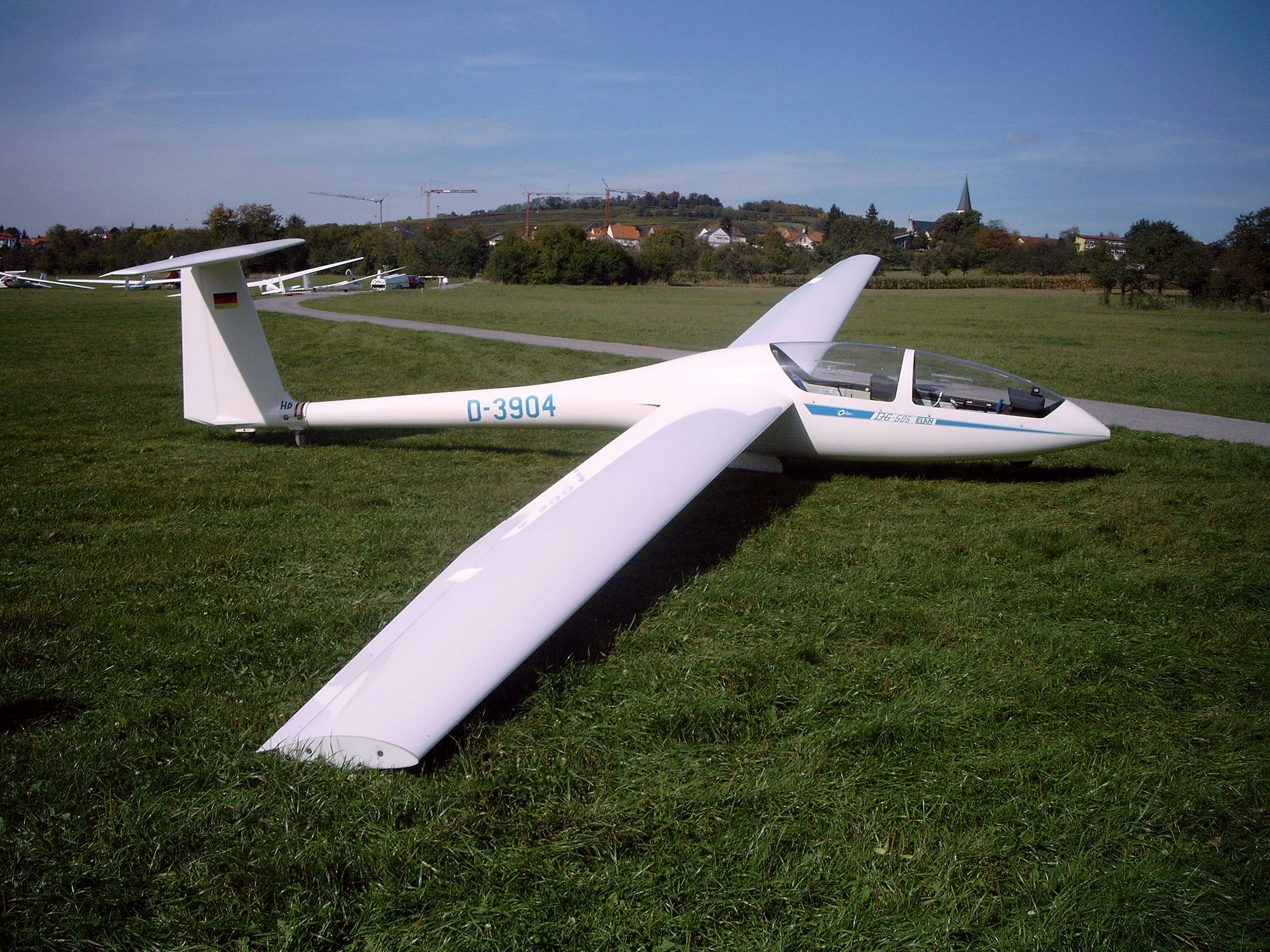
DG-505 en mode 17 m pour la voltige

Le Glaser-Dirks DG-500, devenu ensuite DG-505, est un planeur biplace fabriqué en matériaux composites par la société DG Flugzeugbau.

## Description
Le DG 500/505 est disponible en 5 versions, toutes partageant un fuselage commun. Les versions se distinguent essentiellement par l'envergure de leurs ailes, leur capacité acrobatique et la présence d'un moteur. La version 22 mètres d'envergure dispose de winglets.
Les versions de haute performance (DG-500/22 Elan et DG-500 M) ont une envergure de 22 mètres avec une aile équipée de volets de courbure. Les versions ayant 22 mètres d'envergure ont des ailes en 4 morceaux et un train d'atterrissage escamotable de série.
La version M dispose d'un moteur Rotax à refroidissement liquide permettant son décollage de manière autonome.
Les ballasts ont été réduits à 100 kg pour permettre le montage du moteur. 
Le DEI (instrumentation des paramètres de gestion moteur) est doublé dans le planeur (place avant et place arrière) et donne les informations suivantes : régime moteur, température, pression carburant, position du pylône. 
La rétraction du moteur est automatique une fois que l'hélice a été arrêtée et alignée avec le pylône.
En option, il est possible d'avoir une roulette avant directrice couplée avec le palonnier.

## Histoire
Le DG-500 Elan Trainer vola pour la première fois en 1989 avec une aile d'envergure de 18 mètres. Il n'était équipé ni de volet de courbure, ni de ballast. Le train d'atterrissage rétractable était en option. La conception de la place a été conçu sur la base de celle du planeur monoplace DG-300. 
Une version améliorée fut ensuite proposée. Elle prit le nom de DG-505.

## Record d'altitude
Le DG-500 détient le record absolu d'altitude en planeur avec 15 460 m. Ce record a été réalisé le 29 août 2006 en Argentine par Steve Fossett et Einar Enevoldson (en). Il dépasse ainsi de 522 m le précédent record établi à 14 938 m le 17 février 1986 à California City, CA (États-Unis) par Robert R. Harris (États-Unis) sur Grob G 102.
Il s'agissait d'un DG-505M dont le moteur avait été remplacé par des réservoirs d'oxygène liquide. Des instruments supplémentaires avaient été installés, alimentés par des piles non rechargeables. La verrière était à double vitrage et un parachute de freinage en cas de nécessité d'une descente d'urgence depuis la haute altitude. Les pilotes portaient des combinaisons pressurisées.
Ce planeur est maintenant exposé au Museum of Flight (Seattle, États-Unis).
Un nouveau projet de vol à haute altitude est en cours de développement et se base sur un planeur conçu spécifiquement pour cet objectif, le 
Windward Performance Perlan II (en).

## Données techniques
| Modèle                                           | DG-505     | DG-505     | DG-505         | DG-505 MB | DG-505 MB  |
| Configuration                                    | Campagne   | Trainer    | Aerobatic      | 22 mètres | 20 mètres  |
| Envergure                                        | 20 m       | 18 m       | 17,2 m         | 22 m      | 20 m       |
| Surface alaire                                   | 17,6 m2    | 16,6 m2    | 16,2 m2        | 18,3 m2   | 17,6 m2    |
| Allongement                                      | 22.7       | 19.5       | 18.3           | 26.5      | 22.7       |
| Longueur du fuselage                             | 8,66 m     | 8,66 m     | 8,66 m         | 8,66 m    | 8,66 m     |
| Hauteur                                          | 1,82 m     | 1,82 m     | 1,82 m         | 1,82 m    | 1,82 m     |
| Masse à vide                                     | 410 kg     | 400 kg     | 400 kg         | 570 kg    | 570 kg     |
| Ballast                                          | 160 kg     | 160 kg     | 160 kg         | 100 kg    | 100 kg     |
| Masse maximale                                   | 750 kg     | 750 kg     | 725 kg         | 825 kg    | 815 kg     |
| Charge alaire avec une charge de 85 kg           | 28,1 kg/m2 | 29,2 kg/m2 | 29,9 kg/m2     | 36 kg/m2  | 37,5 kg/m2 |
| Charge alaire maximale                           | 42,6 kg/m2 | 45,2 kg/m2 |                | 45 kg/m2  | 46,3 kg/m2 |
| Facteur de charge à la vitesse en air agité      | +5.3 -2.65 | +5.3 -2.65 | +7 -5 à la VNE |           |            |
| Vitesse en air agité                             | 200 km/h   | 200 km/h   | 178 km/h       |           |            |
| Vitesse de décrochage (525 kg)                   | 68 km/h    | 69 km/h    | 70 km/h        | 80 km/h   | 80 km/h    |
| Vitesse maximale (VNE)                           | 270 km/h   | 270 km/h   | 270 km/h       | 270 km/h  | 270 km/h   |
| Taux de chute minimum chargé à 625 kg et 80 km/h | 0,57 m/s   | 0,65 m/s   |                |           |            |
| Finesse maximale à 750 kg à 110 km/h             | 44         | 40         |                | 47.5      | 46.5       |